# Paycheck (povestire)
Paycheck  este o povestire științifico-fantastică scrisă de Philip K. Dick la 31 iulie 1952. A fost publicată în 1953 în numărul din iunie al revistei  Imagination.

## Prezentare
Jennings, un inginer electronic talentat, acceptă un contract secret cu Rethrick Construction. Condițiile contractului impun ca acesta să lucreze timp de doi ani la un proiect secret, după care i se va șterge memoria în schimbul unei sume mari de bani. Dar când se trezește, peste cei doi ani din care nu mai știe nimic, descoperă că America a devenit un stat polițist. Jennings este prins de poliția secretă care dorește să afle cu ce se ocupă Rethrick Construction. 

## Ecranizări
Povesirea a fost ecranizată în 2003 ca Cecul sau viața  (regia John Woo, cu Ben Affleck ca inginerul Michael Jennings). 

## Legături externe
- en  Istoria publicării lucrării Paycheck la Internet Speculative Fiction Database

## Vezi și
- 1953 în literatură